# Bộ Cá mập nguyên thủy
Cá mập nguyên thủy (danh pháp khoa học: Hexanchiformes) bao gồm các loại cá mập nguyên thủy, cổ xưa nhất. Hiện nay chỉ còn lại 6 loài cá mập thuộc hai họ Chlamydoselachidae và Hexanchidae là tồn tại, được cho là tồn tại từ kỷ Jura. Các loài còn lại đều đã tuyệt chủng.
Bộ cá mập nguyên thủy bao gồm các loài cá mập chỉ có một vây lưng, hoặc sáu hay bảy khe mang, và không có màng mắt.

## Phân loại

### Loài còn tồn tại
- Họ Chlamydoselachidae Garman 1884 (Cá nhám mang xếp)
  - Chlamydoselachus Garman, 1884
    - Chlamydoselachus africana Ebert & Compagno, 2009 (Cá nhám mang xếp Nam Phi)
    - Chlamydoselachus anguineus Garman, 1884 (Cá nhám mang xếp)
- Họ Hexanchidae J. E. Gray 1851 (Cá mập bò)
  - Heptranchias Rafinesque, 1810
    - Heptranchias perlo (Bonnaterre, 1788) (Cá mập bảy mang mũi sắc)

  - Hexanchus Rafinesque, 1810
    - Hexanchus griseus  (Bonnaterre, 1788) (Cá mập sáu mang)
    - Hexanchus nakamurai Teng, 1962 (Cá mập sáu mang mắt lớn)

  - Notorynchus Ayres, 1855
    - Notorynchus cepedianus  (Péron, 1807) (Cá mập bảy mang mũi lớn)

### Loài đã tuyệt chủng
- Họ Chlamydoselachidae
  - Chlamydoselachus Garman, 1884

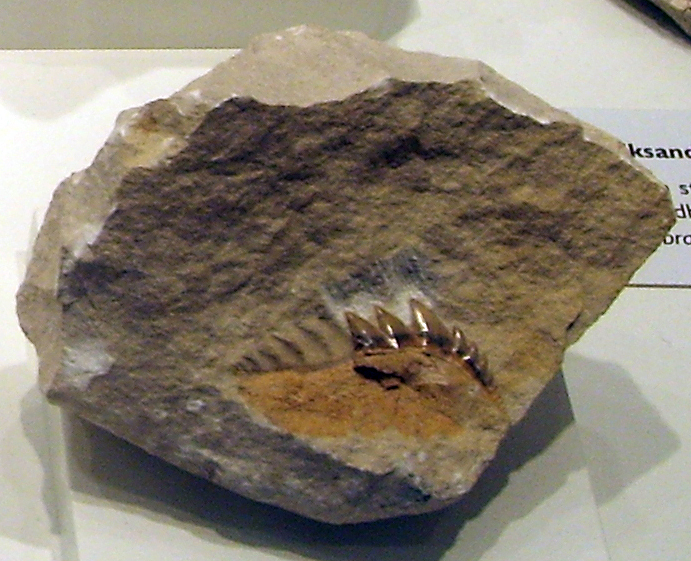
Notidanodon sp. là một mẫu hóa thạch tại Bảo tàng Địa chất ở Copenhagen

    - Chlamydoselachus bracheri Pfeil, 1983
    - Chlamydoselachus gracilis Antunes & Cappetta, 2001
    - Chlamydoselachus goliath Antunes & Cappetta, 2001
    - Chlamydoselachus fiedleri Pfeil, 1983
    - Chlamydoselachus lawleyi Davis, 1887
    - Chlamydoselachus thomsoni Richter & Ward, 1990
    - Chlamydoselachus tobleri Leriche, 1929

  - Proteothrinax Pfeil, 1983
    - Proteothrinax baumgartneri Pfeil, 1983
- Họ Hexanchidae
  - Heptranchias Rafinesque, 1810
    - Heptranchias ezoensis Applegate & Uyeno, 1968
    - Heptranchias howelii (Reed, 1946)
    - Heptranchias tenuidens (Leriche, 1938)

  - Hexanchus Rafinesque, 1810
    - Hexanchus arzoensis (Debeaumont, 1960)
    - Hexanchus agassizi 
    - Hexanchus collinsonae  Ward, 1979
    - Hexanchus gracilis  (Davis, 1887)  Lưu trữ ngày 19 tháng 8 năm 2004 tại Wayback Machine
    - Hexanchus griseus "andersoni" "gigas" (Bonaterre, 1788)
    - Hexanchus hookeri  Ward, 1979
    - Hexanchus microdon "agassizii" (Agassiz, 1843)
    - Hexanchus nakamurai "vitulus" Teng, 1962

  - Notidanoides Maisey 1986  Lưu trữ ngày 10 tháng 3 năm 2012 tại Wayback Machine
    - (No named species)

  - Notidanodon Cappetta, 1975
    - Notidanodon antarcti Grande & Chatterjee, 1987
    - Notidanodon brotzeni Siverson, 1995
    - Notidanodon dentatus (Woodward, 1886)
    - Notidanodon lanceolatus (Woodward, 1886)
    - Notidanodon loozi (Vincent, 1876)
    - Notidanodon pectinatus (Agassiz, 1843)

  - Notorynchus Ayres, 1855
    - Notorynchus aptiensis (Pictet, 1865)
    - Notorynchus intermedius Wagner
    - Notorynchus lawleyi Ciola & Fulgosi, 1983
    - Notorynchus munsteri (Agassiz, 1843)
    - Notorynchus serratissimus (Agassiz, 1844)
    - Notorynchus serratus (Agassiz, 1844)

  - Paraheptranchias PFEIL, 1981
    - Paraheptranchias repens (Probst, 1879)
    - Paranotidanus "Eonotidanus" contrarius (Munster, 1843)
    - Paranotidanus intermedius (Wagner, 1861)
    - Paranotidanus munsteri (Agassiz, 1843)
    - Paranotidanus serratus (Fraas, 1855)

  - Pseudonotidanus Underwood & Ward, 2004
    - Pseudonotidanus semirugosus Underwood & Ward, 2004

  - Weltonia Ward, 1979
    - Weltonia ancistrodon (Arambourg, 1952)
    - Weltonia burnhamensis Ward, 1979
- Họ Mcmurdodontidae (chưa rõ sự tồn tại)
  - Mcmurdodus White, 1968
    - Mcmurdodus featherensis White, 1968
    - Mcmurdodus whitei Turner, & Young, 1987